# Tougher Than Leather (Run-D.M.C.-Album)
Tougher Than Leather ist das vierte Album von Run-D.M.C. Es erschien im Jahr 1988 und ist dem Genre des Hip-Hop zuzuordnen.

## Titel und Urheberschaft
Die zwölf Songs auf Tougher Than Leather wurden größtenteils von Joseph Simmons (Run), Darryl McDaniels (D.M.C.) und Jason Mizell (Jam Master Jay) geschrieben. Vereinzelt waren auch andere Autoren beteiligt, weitere Musiker werden wegen der verwendeten Samples im Sinne des Copyrights als solche geführt:
1. Run’s House (McDaniels/Simmons/Mizell/Reeves)
2. Mary, Mary (Nesmith)
3. They Call Us Run-D.M.C. (Simmons/McDaniels/Mizell)
4. Beats to the Rhyme (Reeves/Simon/Simmons/McDaniels)
5. Radio Station (Reeves/Mizell/McDaniels/Simmons)
6. Papa Crazy (Simmons/McDaniels/Mizell)
7. Tougher Than Leather (Simmons/McDaniels/Mizell)
8. I′m Not Going Out Like That (Simmons/McDaniels/Reeves/Mizell)
9. How′d Ya Do it Dee (Simmons/McDaniels/Reeves/Mizell)
10. Miss Elaine (Simmons/McDaniels/Mizell)
11. Soul to Rock and Roll (Simmons/McDaniels/Mizell)
12. Ragtime (Simmons/McDaniels/Mizell)

## Aufnahme und Produktion
Aufgenommen wurde Tougher Than Leather zwischen November 1986 und September 1987 in folgenden Studios:
- Chung King House of Metal
- Unique Recording Studios
- Electric Lady Studios
- Ian London Studios
- Greene Street Recording

Produzenten von Tougher Than Leather waren Run-D.M.C. und Davy D., ebenfalls beteiligt waren Russell Simmons und Rick Rubin.

## Sampling
Wie im Hip-Hop der 80er Jahre üblich, sind die auf Tougher Than Leather verwendeten Samples in den Liner Notes nicht angeführt. Dennoch werden auf dem Album recht viele Musiker auf diese Weise zitiert:
- The Soul Searchers
- James Brown
- Doug E. Fresh und Slick Rick
- The Monkees
- John Davis and the Monster Orchestra
- Juice
- Bob James
- Marva Whitney
- Sam Kinison
- Herman Kelly and Life
- Dana Dane
- Kurtis Blow
- Public Enemy
- Coke Escovedo
- Gaz
- LL Cool J
- The Temptations
- The Meters
- Chubb Rock

Die Songs auf Tougher Than Leather wurden später häufig von anderen Musikern gesampelt, vereinzelt auch von solchen, die zuvor auf ebendiesem Album selbst gesampelt worden waren. Darüber hinaus sind auf Tougher Than Leather Samples von früheren Alben von Run-D.M.C. zu hören; auf späteren Alben sind dann wiederum Samples von Tougher Than Leather zu hören.

## Sessionmusiker
Folgende Sessionmusiker waren an den Aufnahmen zu Tougher Than Leather beteiligt:
- Davy D. (Gitarre, Bass)
- Jon Sierra (Gitarre, Klavier)
- Andreas Straub (Gitarre)
- Daniel Shulman (Bass)
- Bobby “Afro” Walker (Schlagzeug)
- Vincent Hammond
- The Uptown Horns (Blasinstrumente)

## Charts und Rezeption
Tougher Than Leather erreichte in den Album-Charts von Billboard als höchste Position Platz 9.
Die Rezensionen zu Tougher Than Leather waren durchwachsen. Das Musikmagazin Rolling Stone vergab drei von fünf möglichen Sternen und kam zu folgendem Fazit: „Thematisch und musikalisch fangen Run-D.M.C. an, sich zu wiederholen.“ Die Musikdatenbank Allmusic führt das Album mit vier von fünf Sternen, dort ist unter anderem zu lesen: „Tougher Than Leather ist nicht so stark, wie die ersten drei Alben von Run-D.M.C., es ist aber eine der besten Rap-Veröffentlichungen von 1988.“
Die New York Times nahm das Erscheinen von Tougher Than Leather zum Anlass, am 16. Mai 1988 einen Artikel mit der Überschrift “It's Official: Rap Music Is in the Mainstream” zu veröffentlichen.

## Trivia
Parallel zum Album Tougher Than Leather erschien ein gleichnamiger Film (deutscher Titel: Mad Dogs – Im Schatten der Gewalt). Als Schauspieler traten unter anderem Run-D.M.C. und die Beastie Boys auf, Regisseur und Drehbuchautor war Rick Rubin. In der Filmdatenbank IMDb wird Mad Dogs – Im Schatten der Gewalt als Kreuzung aus Blaxploitation-Movie und Spaghetti-Western beschrieben; die ziemlich schlechte Wertung: 4,6 von 10 Punkten.